# NASCAR 컵 시리즈
나스카 컵 시리즈(영어: NASCAR Cup Series)는 NASCAR가 주최하는 최상위 스톡 자동차 경주 시리즈 대회이다.
이 대회는 1949년 스트릭틀리 스톡 디비전으로 시작했으며 1950년부터 1970년까지 그랜드 내셔널 디비전으로 알려졌다. 1971년부터 R.J. 레이놀즈 토바코에게 이 시리즈의 명명권을 대여하면서 2003년까지 나스카 윈스턴 컵 시리즈로 불렸다. 2003년에는 넥스텔과 비슷한 계약을 하며 2007년까지 나스카 넥스텔 컵 시리즈로 불렸으며 2008년부터 2016년까지는 나스카 스프린트 컵 시리즈로 불렸다. 2016년 12월에는 몬스터 에너지가 새 타이틀 스폰서가 되었다고 발표했고 2019년까지 몬스터 에너지 나스카 컵 시리즈로 불렸다. 2019년에 나스카는 몬스터 에너지의 명명권 연장 제의를 거절했다. 그 후 나스카는 2020년 시즌부터 자국 내 다른 스포츠 리그와 비슷하게 간단히 나스카 컵 시리즈로 부르고 새로운 스폰서십 모델을 도입한다고 밝혔다. 프리미어 파트너라고 명명한 시리즈의 후원사는 부쉬비어, 코카-콜라, 가이코, 엑스피니티이다.